# Constantino Manasses
Constantino Manasses (em grego: Κωνσταντῖνος Μανασσῆς; ca. 1130 - ca. 1187) foi um cronista do Império Bizantino que viveu no século XII durante o reinado de Manuel I Comneno (r. 1143 - 1180).

## Vida e obras
Ele foi o autor de uma crônica (ou sinopse histórica) dos eventos desde a criação do mundo expressa na Bíblia até o final do reinado de Nicéforo III Botaniates (1081), patrocinada por Irene Comnena, a cunhada do imperador. A crônica tem por volta de 7.000 linhas no chamado verso político e ganhou grande popularidade, aparecendo posteriormente também numa versão em prosa. Ela foi também traduzida para o búlgaro e eslavônico no século XIV, sendo também estas versões muito populares.
Manasses também escreveu um romance poético, Os amores de Aristandro e Caliteia, também em verso político, conhecido apenas por fragmentos preservados no jardim de rosas de Macano Crisocéfalo (século XIV). Ele escreveu também uma biografia de Opiano e algumas peças descritivas (todas, exceto uma, não publicadas) sobre assuntos artísticos e diversos.

## Influência
Em 1969, a Bulgária emitiu dois conjuntos de selos mostrando importantes cenas da crônica para celebrá-la.